# Мангубаев, Марат Халелович
Марат Халелович Мангубаев (род. 7 сентября 1963 года) - советский игрок в хоккей на траве и хоккей с мячом.

## Карьера
Воспитанник уральского хоккея с мячом. В 1980 году дебютировал в составе уральского «Геолога».
В 1982 году переехал в Алма-Ату, где перешёл в хоккей на траве. На позиции полузащитника в 1982-85 годах выступал за алма-атинское «Динамо». Трижды (1982, 1983, 1984) становился чемпионом СССР, дважды (1982, 1983) обладателем Кубка СССР. В 1983 году стал обладателем Кубка европейских чемпионов. В составе сборной Казахской ССР стал победителем Спартакиады народов СССР (1983). В чемпионате СССР провёл 61 игру, забив 10 мячей.
В 1985 году перешёл в хоккей с мячом. С 1985 по 1991 год играл в составе уральского «Геолога».
По окончании игровой карьеры работал тренером в уральского «Акжайыке» и сборной Казахстана. Заслуженный тренер Республики Казахстан.